# Рибалкін Валерій Сергійович
Вале́рій Сергі́йович Риба́лкін (*19 травня 1952, с. Котенкове, Новгородківський район, Кіровоградська область) — український сходознавець, арабіст, перекладач, дипломат, доктор філологічних наук, (2000), професор (2005, завідувач кафедри сходознавства імені професора Ярослава Дашкевича Львівського національного університету імені Івана Франка (2012). 
Фахівець у галузях арабських лінгвістичних вчень, лексикології та лексикографії, арабської археографії, кораністики, історії українського сходознавства, арабської літератури та ін.
Є автором першого академічного перекладу Корану українською мовою, перша частина якого вийшла друком у 2003 році у Києві та автором перекладу вибраних казок "Тисячі та однієї ночі" з мови оригіналу (арабської) українською мовою, який вийшов друком у 2011 році у Тернопільскому видавництві "Навчальна книга - Богдан".
Також виступив одним із багатьох співавторів Енциклопедії Арабської мови та лінгвістики (Brill Encyclopedia of Arabic Language and Linguistics).
Почесний доктор наук багатьох університетів США, Канади, ОАЕ, Єгипту, Йорданії та інших країн.

## Біографія
Закінчив початкову і середню освіту , одержав закінчивши з золотою медаллю Ульянівську середню школу №2 (1959-1969).
У 1969 році стає студентом факультету англійської філології Київського державного інституту іноземних мов (нині - Київський національний лінгвістичний університет), після чого стає слухачем Військового інституту іноземних мов (м. Москва), проходить дійсну службу в лавах Збройних сил СРСР.
По завершенні військової служби вступає на Східний факультет Ленінградського державного університету ім. Жданова (нині - Санкт-Петербурзький державний університет), який закінчив екстерном з відзнакою у (1976) році.
Закінчивши навчання певний час викладав російську мову арабським студентам, а також арабську мову в Київському інституті інженерів цивільної авіації.
Згодом стає молодшим науковим співробітником Інституту мовознавства ім. О.О. Потебні АН УРСР, де набуває досвіду дослідницької роботи.
У той же час підготував дві методичні розробки для іноземних студентів підготовчого факультету - “Словник арабських термінів із загальної фізики” (1978) та “Словник арабських термінів з термодинаміки” (1979).
У 1980 році вступає до аспірантури Ленінградського відділення Інституту сходознавства АН СРСР (нині - Інститут східних рукописів РАН), яку закінчив у 1984 році, захистивши дисертаційну роботу на тему “Принципи побудови арабських лексикографічних праць VIII - XVIII ст.ст.”.
За результатами численних подальших досліджень публікує, серед інших, монографію “Арабская лексикографическая традиция”, що виходить друком у київському видавництві “Наукова думка” у 1990 році.
Працював перекладачем у НДРЄ (1979—1981), Єгипті (1990, 1991), ОАЕ (1990—1991, 1993) та інших арабських країнах, де спілкувався з видатними особистостями — колишніми президентами Алі Насером Мухаммедом та Алі Абдулою Салехом, Хосні Мубараком, королем Йорданії Хусейном та ін.
Після заснування академіком Омеляном Йосиповичем Пріцаком (*1919-2006) Інституту сходознавства імені Агатангела Кримського Національної академії наук України Валерій Сергійович Рибалкін стає заступником директора інституту з наукової роботи (кінець 1991 - березень 1996 року).
У цей же час (після 1991 року) Валерій Рибалкін стає до викладацької роботи в Київському національному університеті ім. Тараса Шевченка, запропонувавши студентам цілу низку арабістичних курсів та спецкурсів, пов’язаних, насамперед, із граматикою, лексикологією та лексикографією. У 1992 році одержує вчене звання доцента і одноголосно обирається завідувачем новозаснованої кафедри теорії та практики перекладу східних мов факультету іноземної філології КНУ ім. Шевченка.
У 1996—1999 роках перебував на дипломатичній роботі на посаді радника з політичних питань Посольства України в ОАЕ.
Після повернення на Україну повертається і до лав Інституту сходознавства ім. А.Ю. Кримського НАН України - спочатку як провідний науковий співробітник, а згодом як завідувач низкою відділів. Нині є завідувачем відділу Класичного Сходу.
Паралельно працював на посаді професора Київського інституту східної лінгвістики і права.
У 2000 році захистивши дисертаційну роботу під назвою “Арабська лінгвістична традиція: класичні концепції та їх сучасна інтерпретація” здобув вчений ступінь доктора філологічних наук.
У 2005 році одержує вчене звання професора, тривалий час працює професором в Інституті філології КНУ ім Тараса Шевченка.
У 2004—2008 роках обіймав посаду ректора, а у 2009—2012 роках - президента у Київському університеті “Східний Світ”.
Загалом (за станом на 2012 рік) під керівництвом В.С. Рибалкіна було захищено сім кандидатських та одну докторську дисертацію.
Протягом останніх кількох років керував і керує такими науковими проектами:
- “Соціокультурна функція сакрального тексту на Сході: лінгвостилістичний, ідейно-естетичний та правничий аспекти” (ІС НАНУ, 2007-2011);
- 17th Century Historical Sources Concerning Moldavia and Ukraine: Research on Paul of Aleppo’s Travels of Macarius III, Patriarch of Antioch” (ІС НАНУ, Інститут східних рукописів РАН, Інститут досліджень Південно-Східної Європи Румунської АН, 2012-2014);
- Релігійно-доктринальні тексти Сходу: семантика і прагматика, рецепція та інтерпретація” (ІС НАНУ, 2012-2015).

Лауреат Премії імені А. Кримського НАН України (1995).
Відзначений Почесною Відзнакою Митрополита Гір Ліванських Георгія Ходра за успішну роботу по організації Міжнародного симпозіуму ЮНЕСКО «Діалог культур» (Триполі, 2001).
У вересні 2012 року очолив Кафедру сходознавства імені професора Ярослава Дашкевича Львівського національного університету ім. Івана Франка.
Автор близько двохсот наукових праць з історії арабських лінгвістичних вчень, лексикології та лексикографії арабської літературної мови, мовної ситуації в сучасному арабському світі, арабської археографії, коранічної екзегетики, арабського літературознавства.

## Основні публікації
- Собрание арабских рукописей ЦНБ АН УССР // Письменные памятники Востока. Историко-филологические исследования. Ежегодник.- 1976—1977. — М., 1984. — С.161—182.
- Персидские заимствования в словаре Абу Насра Исмаила ал-Джаухари «Тадж ал-луга ва-Сихах ал-‘арабиййа» // Ирано-афразийские языковые контакты.- М.: Наука, 1987. — С.133—138.
- Предисловие словаря ал-Халила «Kitab al-‘Ayn». Исследование, перевод, комментарий // Письменные памятники Востока. Историко-филологические исследования. Ежегодник. 1978—1979. — М.: Наука, 1987. — С.108—122.
- Dirasat as-sarq al-‘arabi fi ’Ukraniya // As-Sadaqa XXXV.- ‘Amman, 1988.- S.38—42.
- Арабская лексикографическая традиция. К.: Наукова думка, 1990. — 148 с. (Рец.: Белова А. Г. // Восток.- № 1.- 1992. — С.176-181).
- Тисяча й одна ніч. Вибрані казки. Упорядкування та пер. з арабської. — К.: «Дніпро», 1991. — 511 с. (Рец: Cahier d'Etudes Maghrebines.- No 6-7. −1994. — P.242—246).
- Классические арабские словари: принципы построения, специфика пользования.НАН України, Інститут сходознавства ім. А.Ю.Кримського. - К. : [б.в.], 1994. - 33 с
- Арабская лингвистическая традиция: истоки, творцы, концепции. — К.: Феникс, 2000. — 359 с. (Рец.: Тишенко К. М.// Східний світ. — 2001, No 2. — С.195—200).
- Коран. Дослідження, переклад (фрагмент), коментарі В. С. Рибалкіна. — Київ: Стилос, 2002. — 271 с. (Рец.: Книжковий огляд. — № 9(45), вересень 2002. — С.24-27).
- Классическое арабское языкознание. — Киев: Стилос, 2003. — 406 с.
- ‘Amal // Encyclopaedia of Arabic language and linguistics. Vol.I, pp.67-74 — Leiden: E.J.Brill, 2005.
- Taʿlīq // Encyclopaedia of Arabic language and linguistics. Vol.IV, pp.428-430 — Leiden: E.J.Brill, 2005.
- Тисяча й одна ніч. Серія "Скарби Сходу" - Тернопіль: Навчальна книга - Богдан, 2011.  — 576 с., ISBN 978-966-10-2046-6

## Публікації про Валерія Рибалкіна
- Милибанд С. Д. Рыбалкин В. С. // Биобиблиографический словарь отечественных востоковедов. 2-е изд. — М., 1995. — Т.2. — С. 343—344.
- Кочубей Ю. М. Цілеспрямованість і труд. Валерію Рибалкіну — 50. Список публікацій В. С. Рибалкіна (1977 — 2002) // Східний Світ. № 1. — 2002. — С. 159—163.
- Рибалкін В. С. // Інститут мовознавства ім. О. О. Потебні НАН України (1930—2005). Матеріали до історії. — К.: «Довіра». — С. 511—512.
- Валерію Сергійовичу Рибалкіну - 60. // Східний Світ. № 4 — 2012. — С. 209—212.
- Polyphonia Orientis: мова, література, історія, релігія. До ювілею В.С. Рибалкіна. Збірник наукових статей. – Київ: Інститут сходознавства ім. А.Ю. Кримського НАН України, 2013. – 392 с.